# مايا إركيتش
مايا إركيتش (بالسلوفينية: Maja Erkić)‏ مواليد 13 مايو 1985 في سلوفينج غرادتس، جمهورية يوغوسلافيا الاشتراكية الاتحادية، هي لاعبة كرة سلة سلوفينية. بدأت مسيرتها الاحترافية في سنة 2004. وتحمل الرقم 5.

## المسيرة الاحترافية
لعبت مع نادي سيلتا دي فيغو لكرة السلة من سنة 2006 إلى 2008، ثم لعبت مع نادي سكيو لكرة السلة للسيدات من سنة 2010 إلى 2012، ثم لعبت مع نادي ريفاس لكرة السلة من سنة 2012 إلى 2014.

## روابط خارجية
- مايا إركيتش على موقع الاتحاد الدولي لكرة السلة (الإنجليزية)
- مايا إركيتش على موقع كرة السلة الأوروبية.كوم (الإنجليزية)
- مايا إركيتش على موقع بروبوليرز (الإنجليزية)